# Am2pm
am2pm ist ein deutsches Hip-Hop-/R&B-Duo. Es wurde von den beiden Rappern Adesse und Marvin in Berlin gegründet.

## Mitglieder
- Adesse (* 20. Juni 1987 in Berlin; stand beim Independent-Label Goldzweig unter Vertrag)
- Marvin (* 14. Dezember 1987 in Berlin)

## Geschichte
Während Adesse sich schon mit sechs Jahren dem Klavierunterricht widmete, entdeckte Marvin dagegen bei den Klängen von MC Hammer erstmals sein Interesse für Rapmusik. Beide kennen sich seit ihrer Kindheit.
Ende 2005 kamen Marvin und Adesse zur R.A.D. music.sports.consulting GmbH, wo sie vom hauseigenen Label unter Vertrag genommen wurden. Gesangs-, Gitarren- und Klavierunterricht gehören mittlerweile zum Alltag von am2pm. Die erste Single Dance with Me wurde im Frühjahr 2007 veröffentlicht. Das Musikvideo dazu wurde im vorherigen Sommer an der Côte d’Azur gedreht. Das Album First Down wurde im Jahr 2008 veröffentlicht.
Im Herbst 2016 hatte Adesse einen Gastauftritt auf dem Track Triumph von Kool Savas.

## Diskografie

### Singles
- 13. April 2007: Dance With Me
- 7. September 2007: My Business

## Trivia
- Im Musikvideo zu My Business treten die Fußballspieler Arne Friedrich und Sofian Chahed auf.
- Im Musikvideo zu Dance with Me tritt Sofian Chahed auf.